# Comuna Medvejanka, Sverdlovsk
Medvejanka (în ucraineană Медвежанка) este o comună în raionul Sverdlovsk, regiunea Luhansk, Ucraina, formată din satele Kureace, Medvejanka (reședința), Mîkolaiivka și Nahirne.

## Demografie
Componența lingvistică a comunei Medvejanka
     Ucraineană (78,21%)
     Rusă (14,87%)
     Alte limbi (0,34%)
Conform recensământului din 2001, majoritatea populației comunei Medvejanka era vorbitoare de ucraineană (78,21%), existând în minoritate și vorbitori de rusă (14,87%).